# Pseudorhizina
Pseudorhizina är ett släkte av svampar. Pseudorhizina ingår i familjen Discinaceae, ordningen skålsvampar, klassen Pezizomycetes, divisionen sporsäcksvampar och riket svampar.
|               | Discina                                                                                 |
|               |                                                                                         |
|               | Gyromitra                                                                               |
|               |                                                                                         |
|               | Hydnotrya                                                                               |
|               |                                                                                         |
| Pseudorhizina | \| \| Pseudorhizina korshinskii \| \| \| \| \| \| Pseudorhizina californica \| \| \| \| |
|               | \| \| Pseudorhizina korshinskii \| \| \| \| \| \| Pseudorhizina californica \| \| \| \| |
|               | Gymnohydnotrya                                                                          |
|               |                                                                                         |
|               | Pseudorhizina korshinskii                                                               |
|               |                                                                                         |
|               | Pseudorhizina californica                                                               |
|               |                                                                                         |

|  | Pseudorhizina korshinskii |
|  |                           |
|  | Pseudorhizina californica |
|  |                           |

## Bildgalleri

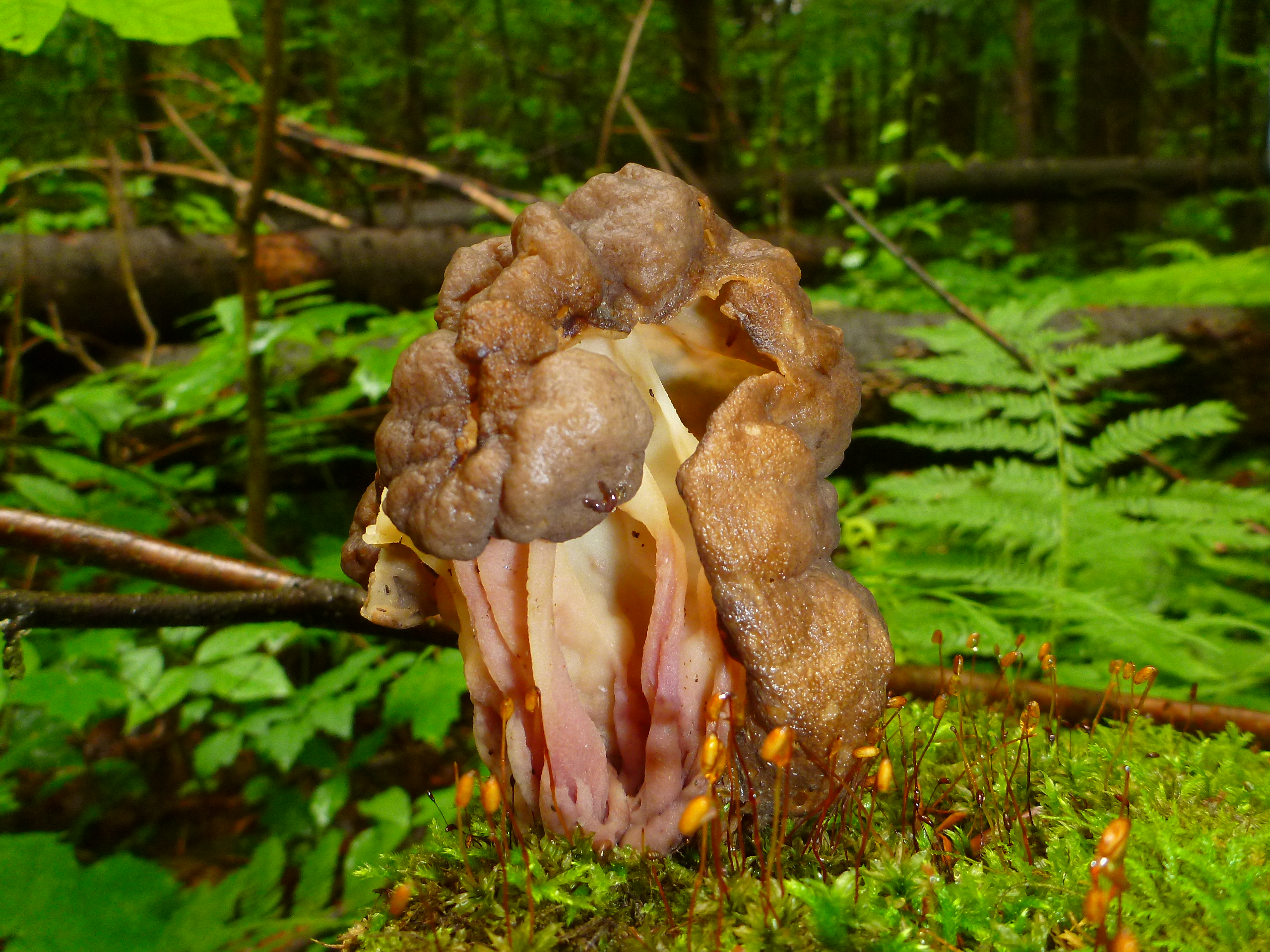